# Браньщик (гміна)
Гміна Браньщик (пол. Gmina Brańszczyk) — сільська гміна у центральній Польщі. Належить до Вишковського повіту Мазовецького воєводства.
Станом на 31 грудня 2011 у гміні проживало 8499 осіб.

## Площа
Згідно з даними за 2007 рік площа гміни становила 167.61 км², у тому числі:
- орні землі: 46.00%
- ліси: 46.00%

Таким чином, площа гміни становить 19.12% площі повіту.

## Населення
Станом на 31 грудня 2011:
| Опис     | Загалом | Загалом | Чоловіки | Чоловіки | Жінки | Жінки |
| -------- | ------- | ------- | -------- | -------- | ----- | ----- |
| одиниця  | осіб    | %       | осіб     | %        | осіб  | %     |
| все      | 8499    | 100     | 4241     | 49.90    | 4258  | 50.10 |
| міське   | 0       | 100     | 0        |          | 0     |       |
| сільське | 8499    | 100     | 4241     | 49.90    | 4258  | 50.10 |

## Сусідні гміни
Гміна Браньщик межує з такими гмінами: Вишкув, Длуґосьодло, Жонсьник, Лохув, Малкіня-Ґурна, Острув-Мазовецька, Садовне.